# Arthur Lindfors
Arthur Lindfors (Porvoo, Finlandia, 17 de marzo de 1893-ídem, 21 de septiembre de 1977) fue un deportista finlandés especialista en lucha grecorromana donde llegó a ser subcampeón olímpico en Amberes 1920.

## Carrera deportiva
En los Juegos Olímpicos de 1920 celebrados en Amberes ganó la medalla de plata en lucha grecorromana estilo peso medio, tras el sueco Carl Westergren (oro) y por delante de su paisano finlandés Masa Perttilä (bronce).